# Odontocepheus immarginatus
Odontocepheus immarginatus är en kvalsterart som beskrevs av Arthur P. Jacot 1934. Odontocepheus immarginatus ingår i släktet Odontocepheus och familjen Carabodidae. Inga underarter finns listade i Catalogue of Life.